# Gekko
 Gekko  ist eine Gattung kleiner Echsen aus der Familie der Geckos. Die Vertreter der Gattung sind nachtaktiv und überwiegend an unberührte Lebensräume, zum Teil aber auch synanthrop an menschliche Siedlungsbereiche angepasst.

## Merkmale
Adulte Exemplare erreichen eine Kopf-Rumpf-Länge von 5 bis 19,1 cm, die Kopf-Rumpf-Länge ist gleich oder kleiner der Schwanzlänge. Der Kopf ist deutlich vom Hals abgesetzt und je nach Art unterschiedlich stark dorsoventral abgeflacht. Die Schnauze ist breiter als lang und im Bereich der paarigen Nasenlöcher konkav. Gekko-Augen sind groß mit transparenter Brille, die Pupillen sind vertikal geschlitzt. Der Körper ist zylindrisch bis leicht dorsoventral abgeflacht, der Bauch flach. Die hinteren Gliedmaßen sind länger als die vorderen. Die breiten Finger und Zehen sind gut entwickelt, alle sind mit ungeteilten Scansorien (Haftlamellen) ausgestattet. Digitus I (Daumen, Großzehe) fehlt die Kralle. Haut zwischen den Zehen ist rudimentär bis deutlich vorhanden. Die Schwanzbasis ist nicht oder nur leicht verdickt und rund oder leicht dorsoventral abgeflacht, unregenerierter Schwanz mit mehr oder weniger ausgeprägten Wirteln. Die Körperoberseite ist körnig, Tuberkel sind auf Kopf, Körper, Gliedmaßen und dorsaler Schwanzoberfläche vorhanden oder fehlend. Der Hemipenis ist langgestreckt, an der Spitze geteilt mit zwei Lappen gleicher Größe.
Die Grundfärbung ist hauptsächlich braun in verschiedenen Tönen, zusammen mit Grau, Gelb, Grün und Rot. Nur wenige Arten haben eine gleichmäßige graue, braune oder grüne Grundfarbe. Der Kopf ist mit oder ohne Zeichnung, die Zeichnung ist meist Y- oder W-förmig. Dorsal sind meist Bänder oder Flecken vorhanden, einige Arten zeigen auch symmetrische oder asymmetrische helle Flecken. Streifen als Zeichnungen, wie zum Beispiel bei Gekko vittatus, sind selten. Der Schwanz ist mehr oder weniger gebändert. Jungtiere haben in der Regel deutliche, kontrastreiche helle und dunkle Schwanzbänder.
Die Embryos haben paarige Eizähne die an der Spitze zusammenstehen.

## Verbreitung
Vertreter dieser Gattung besiedeln vor allem den Indomalayischen Raum von Indien im Westen bis Korea im Osten und südwärts bis zu den Salomonen (Santa-Cruz-Inseln) und Vanuatu. Durch menschlichen Einfluss wurden über die Schifffahrt der Tokeh (Gekko gecko) und andere Arten auf der ganzen Welt eingeführt, wobei sich viele Populationen außerhalb des natürlichen Verbreitungsgebietes nicht etabliert haben. Etwa die Hälfte der Gekko-Arten sind ausschließlich auf dem asiatischen Festland verbreitet (Bangladesch, Kambodscha, China, Indien, Korea, Laos, Myanmar, Nepal, Thailand, Malaysia, Singapur, Vietnam), die anderen Arten auf den Inseln Indonesien, Japan, Papua-Neuguinea, Philippinen, Republik Palau, Taiwan, auf den Salomonen, Vanuatu sowie in Brunei (Borneo) und Osttimor. Nur wenige Gekko-Arten kommen auf dem Festland und auf Inseln vor.

## Lebensraum und Lebensweise
Gekko-Arten bewohnen Bäume und Felsen. Das Gelege besteht aus ein bis zwei kalkschaligen Eiern die an ein hartes Substrat wie Holz oder Steine geklebt werden. Manche Gekko-Arten zeigen Brutpflege.

## Forschungsgeschichte und Arten

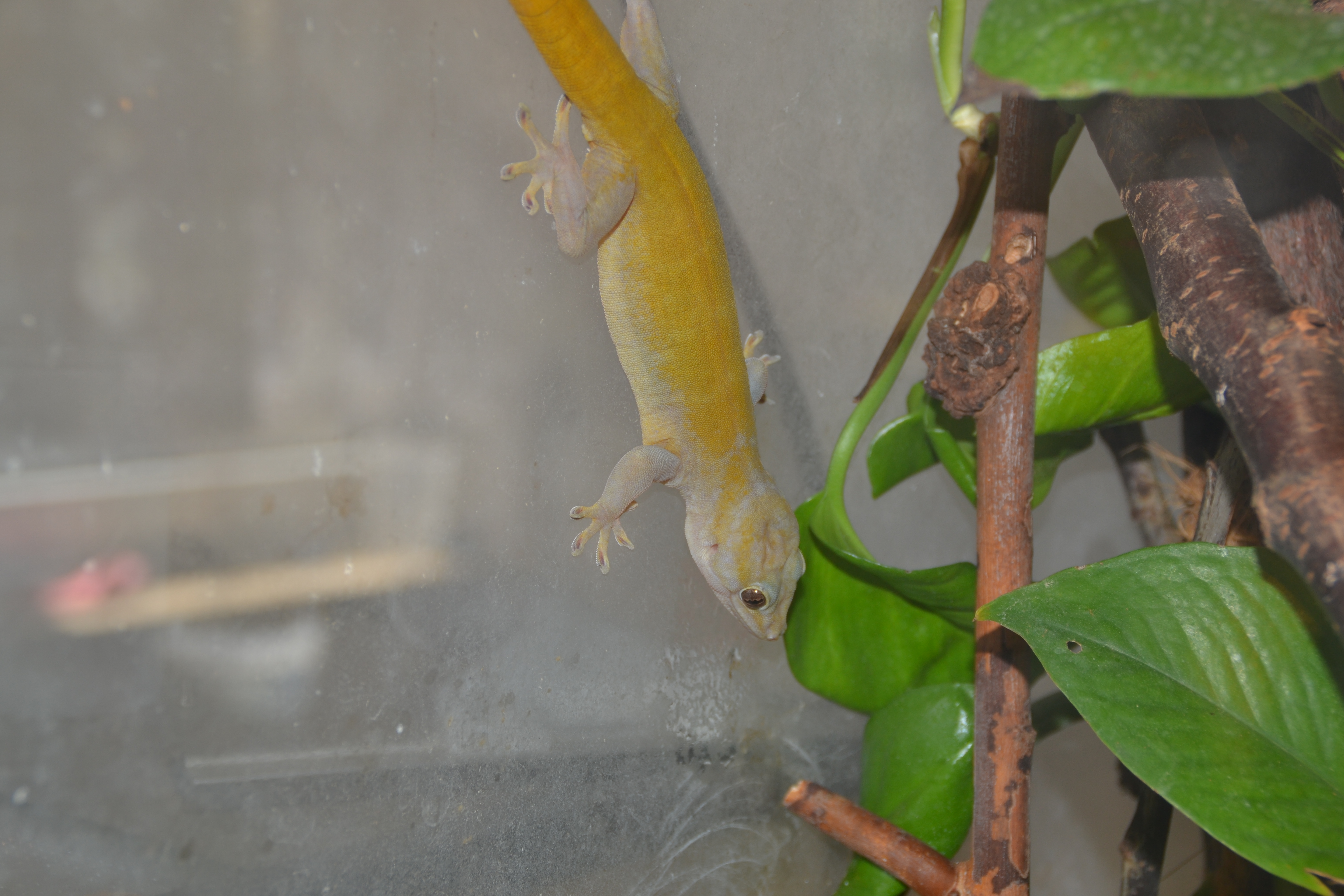
Goldgecko (Gekko badenii)

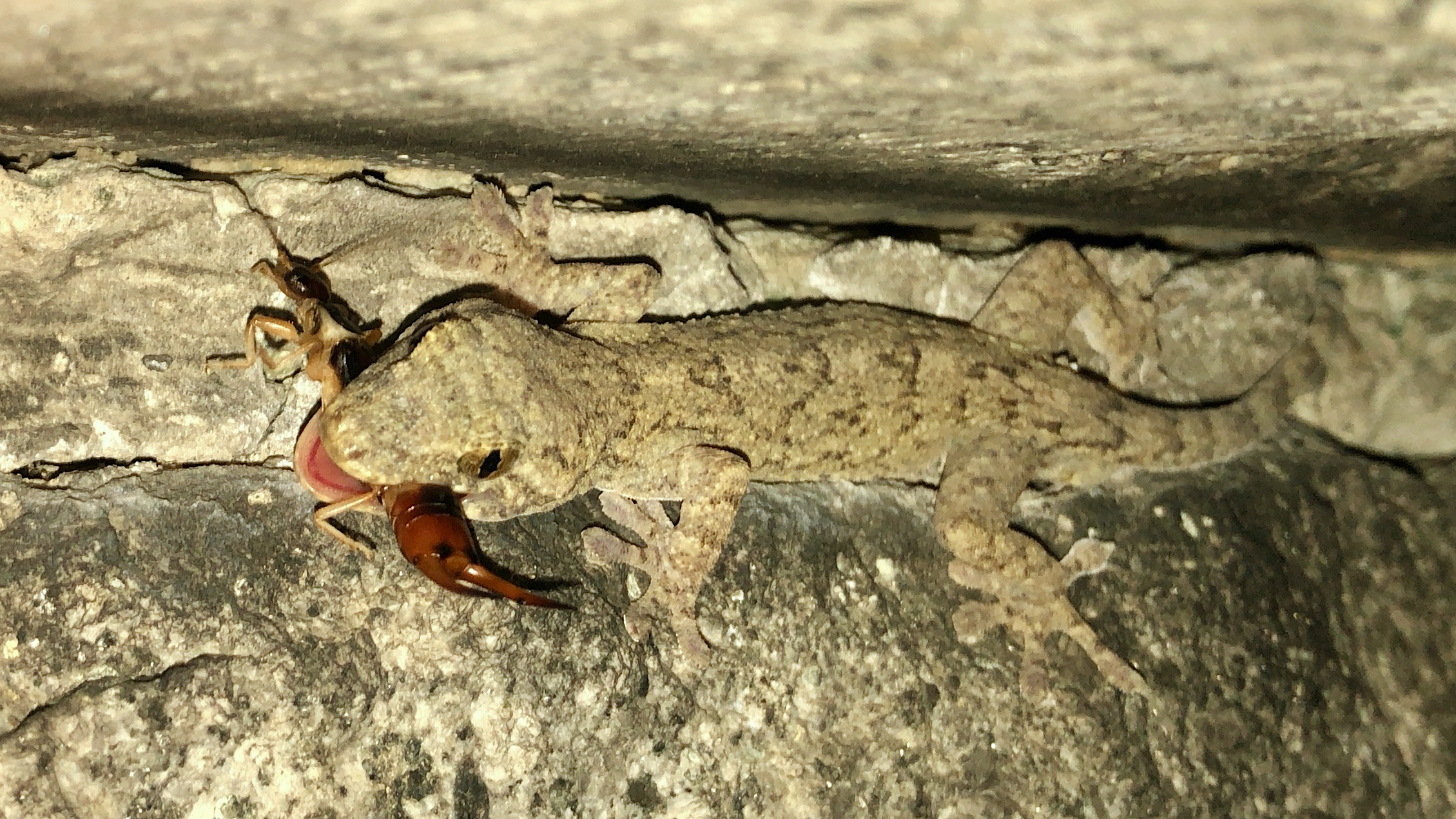
Gekko japonicus mit Ohrwurm als Beute

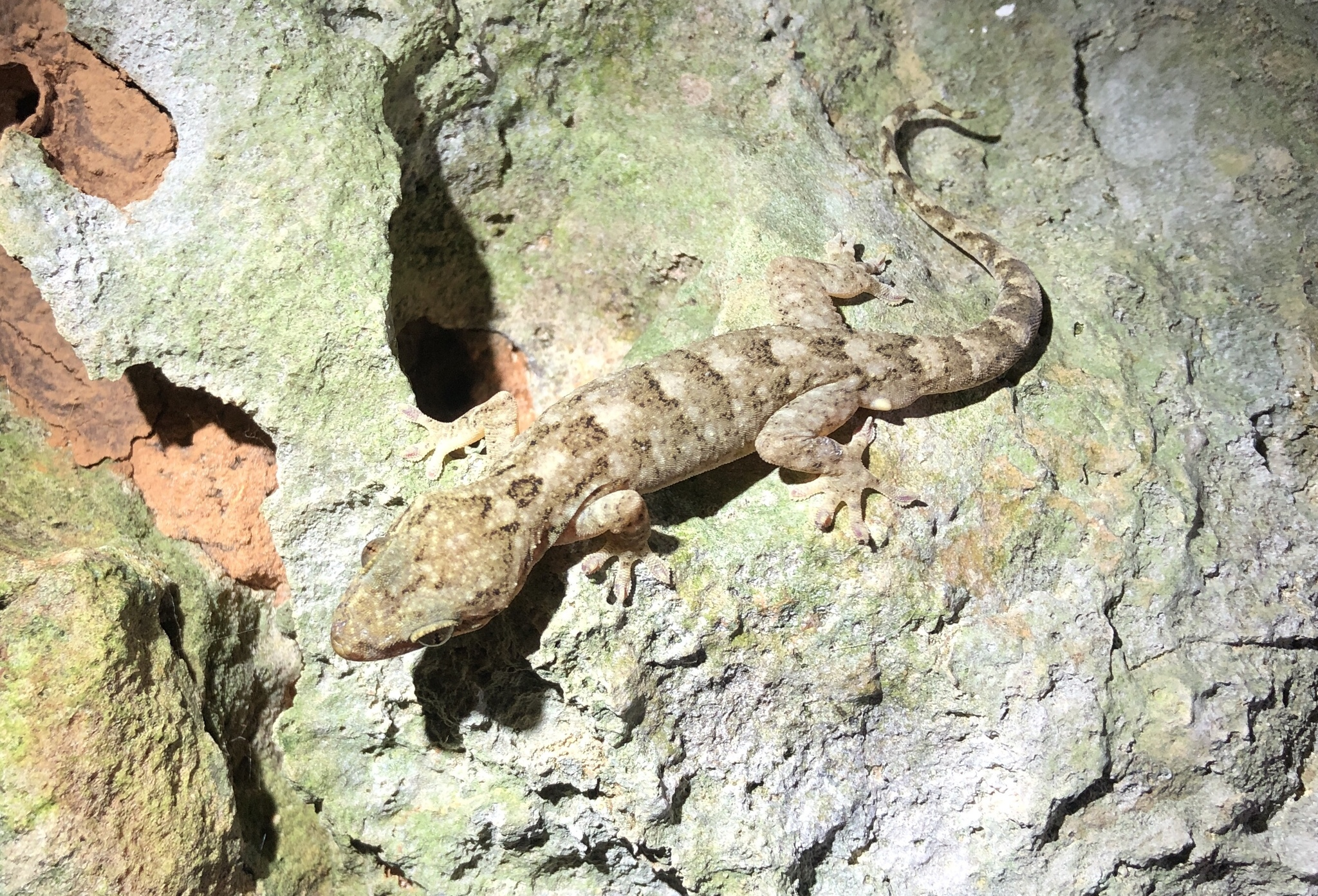
Gekko hokouensis

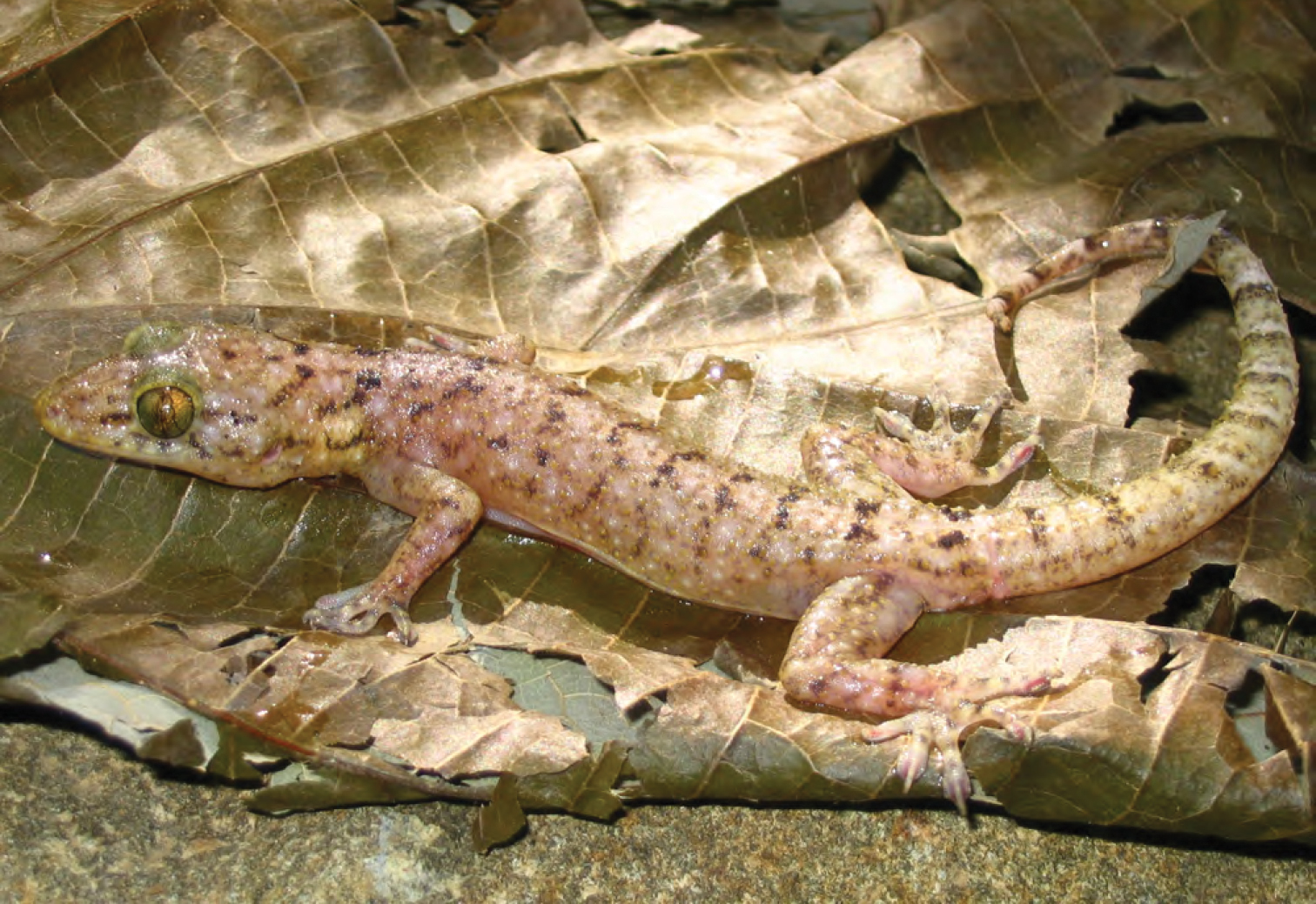
Gekko kikuchii

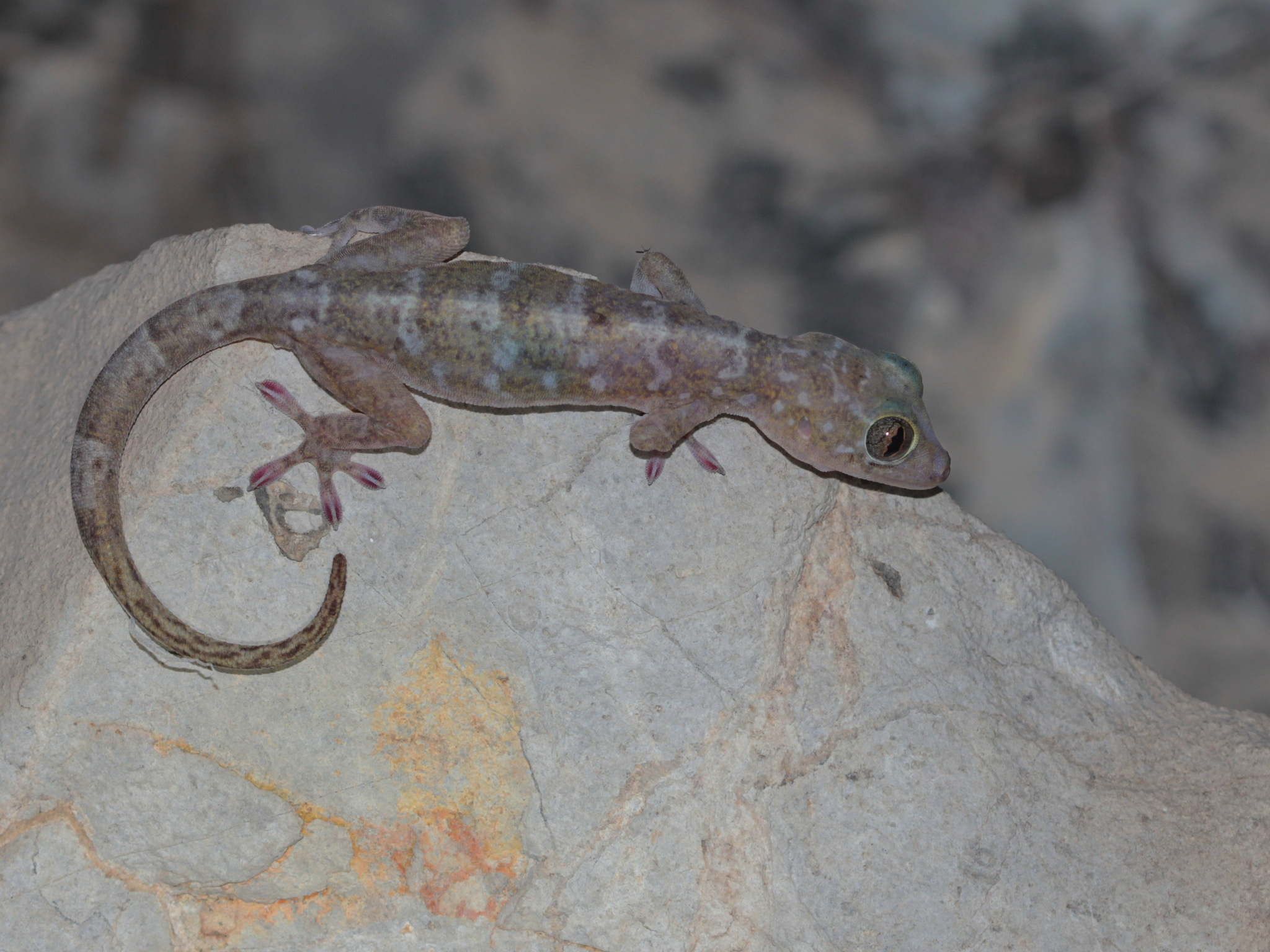
Gekko lauhachindai

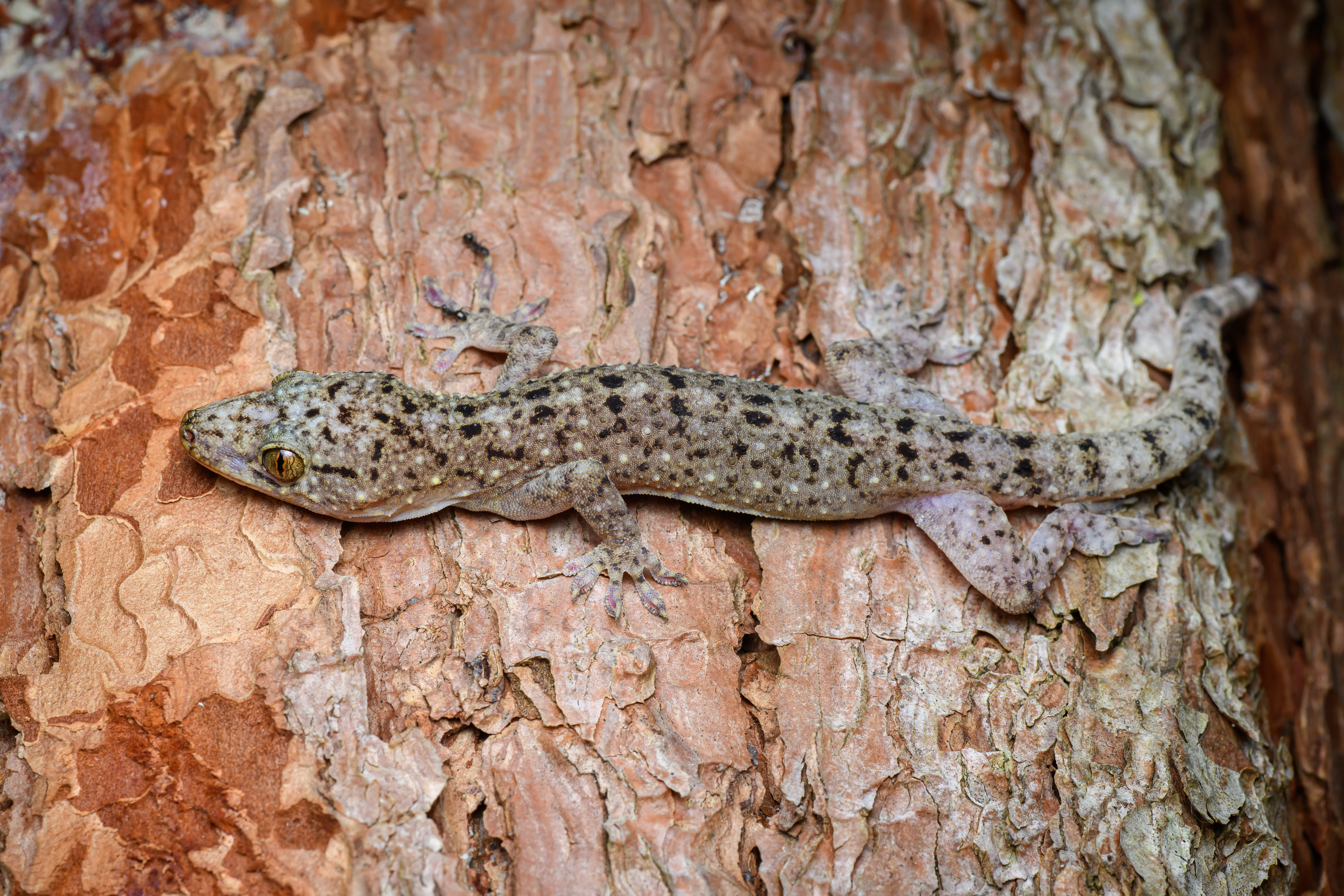
Gekko monarchus

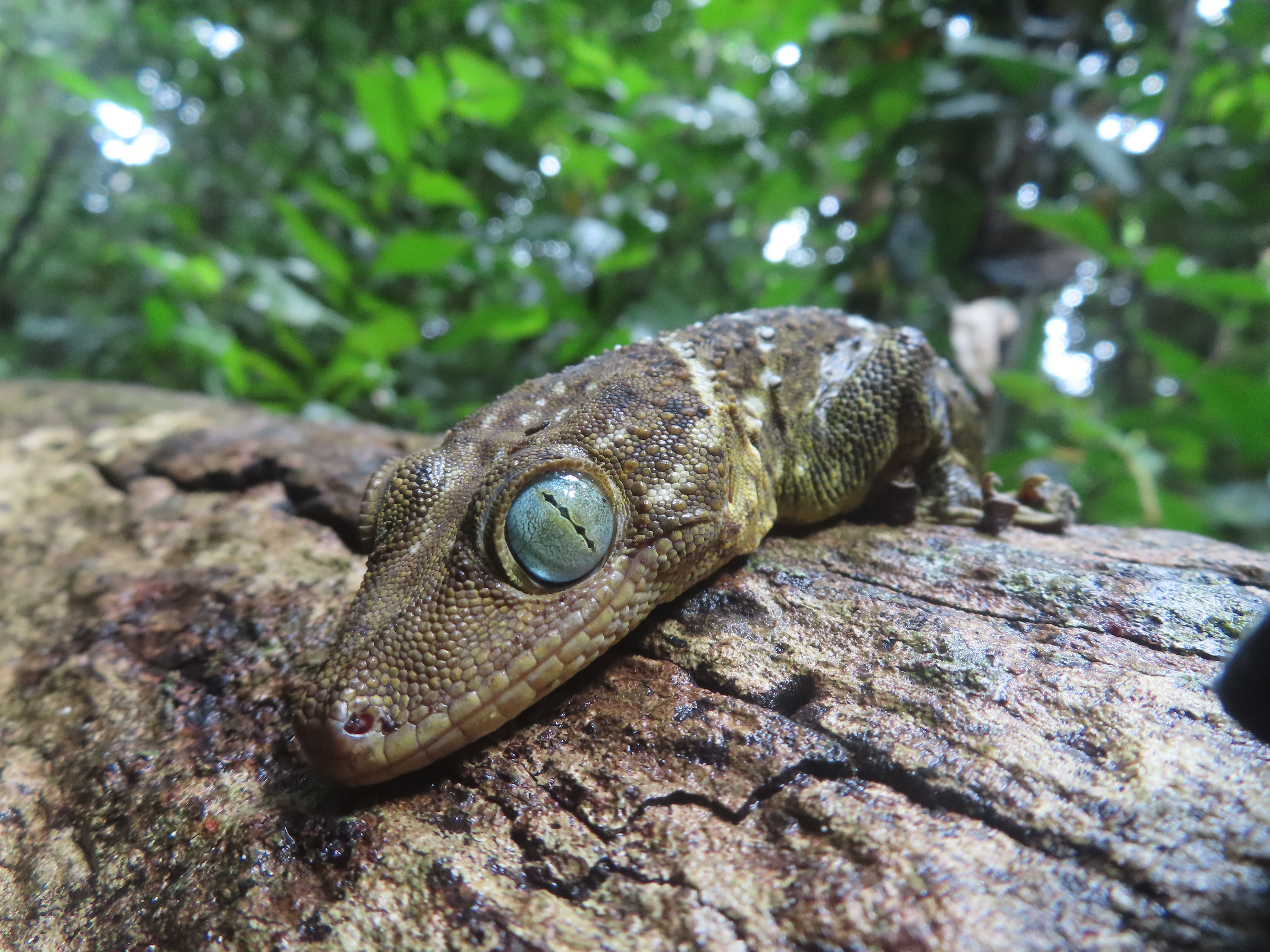
Gekko smithii

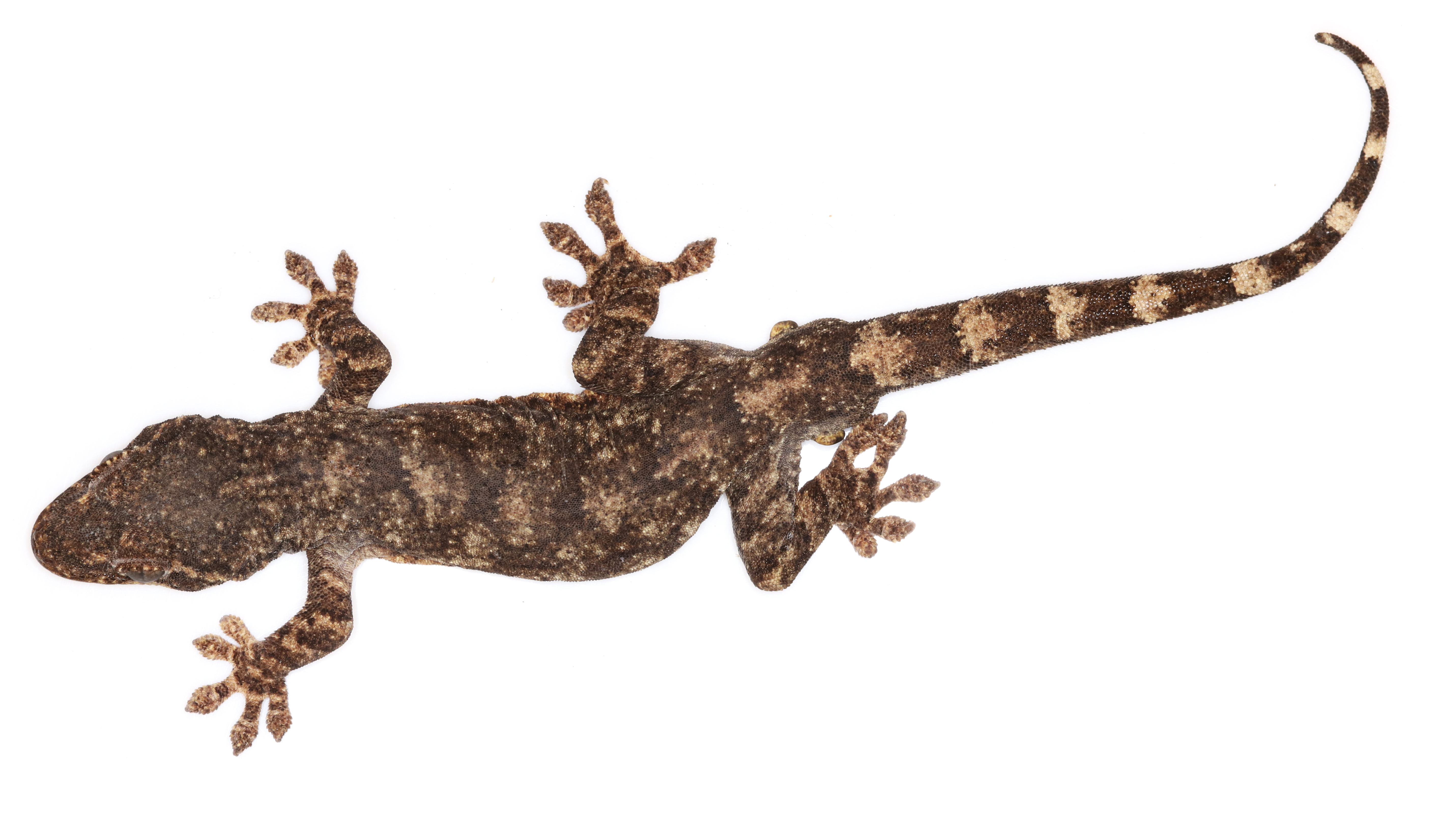
Gekko tawaensis

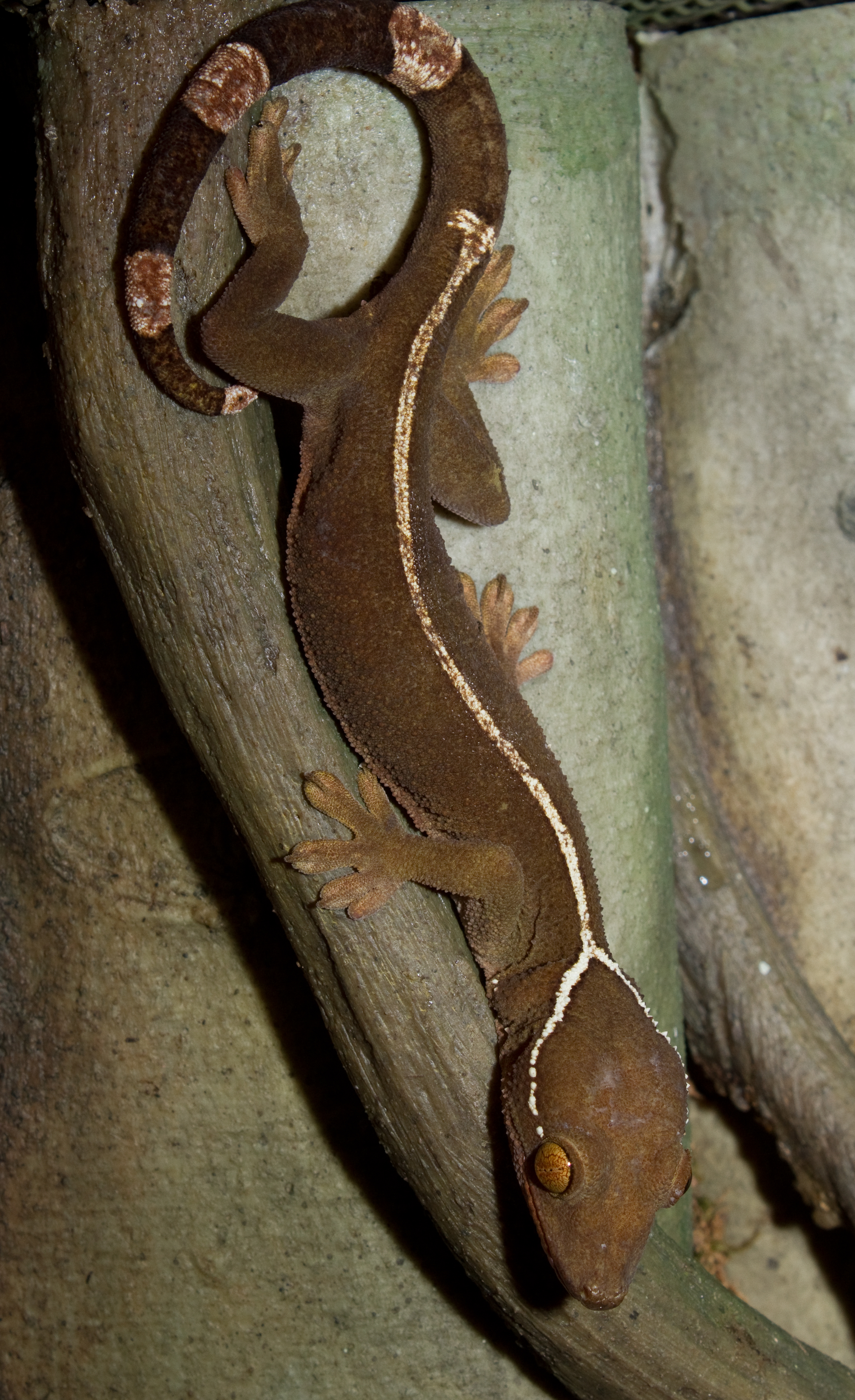
Gekko vittatus mit für die Gattung untypischen Streifen

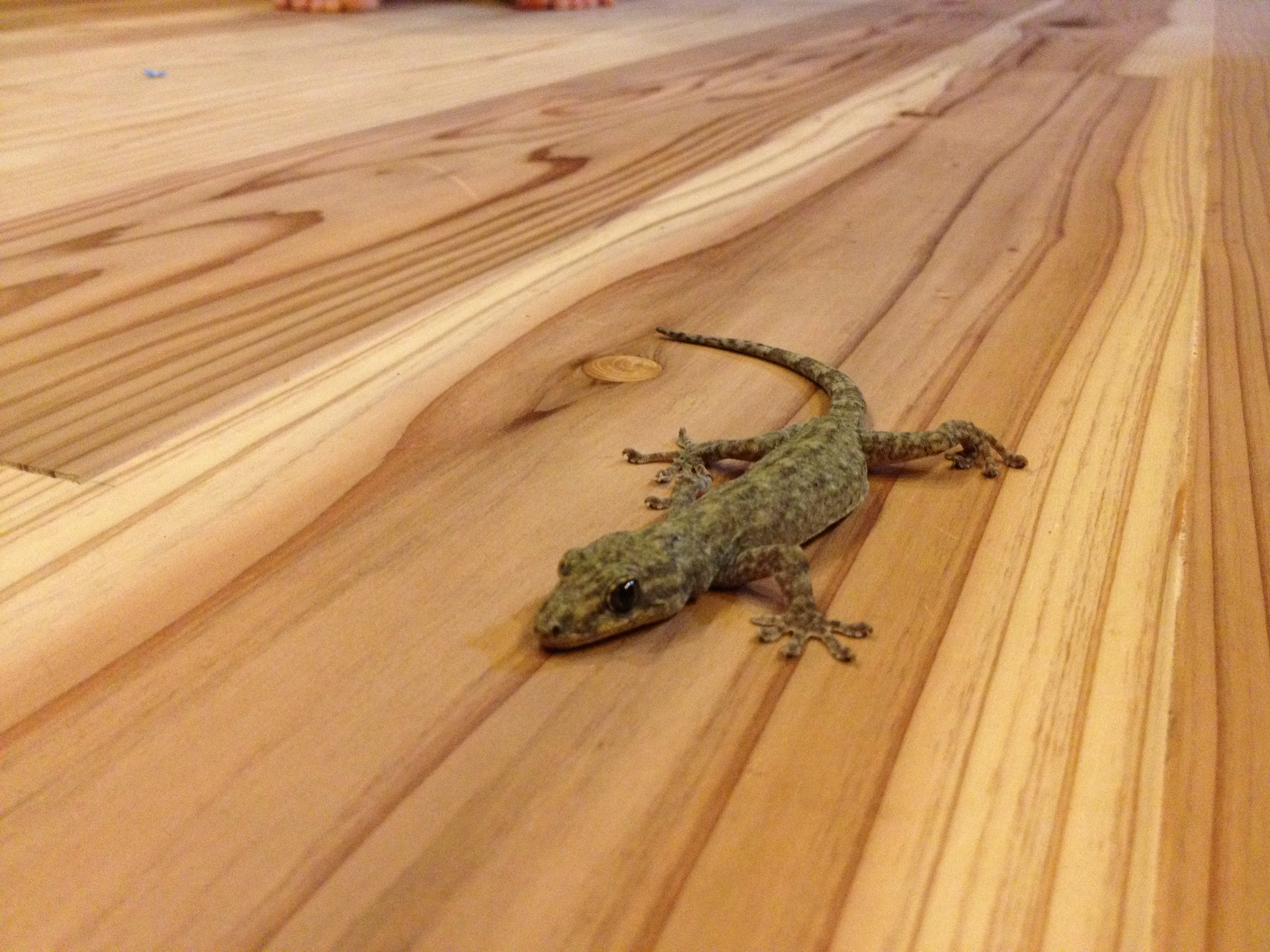
Gekko yakuensis in einem Haus auf der japanischen Insel Yakushima

Die Taxonomie der Gattung begann 1768 mit der Gattungsdiagnose Laurentis, die zum Teil auf Sebas (1734) Angaben und Illustrationen beruhte. Am Ende des 19. Jahrhunderts waren nur acht Arten der Gattung zugehörig, erst durch Taylors Forschungen auf den Philippinen (1920–1921) und in Thailand (1958–1960) wurde die Gattung um fünf Arten und später von Brown und Alcala zwischen 1962 und 1978, ebenfalls auf den Philippinen, um weitere drei Arten ergänzt. Die neueste Übersicht der Familie der Geckos von Kluge (2001) listet 28 Arten und von 2004 bis 2011 wurden weitere 14 Arten beschrieben. Die Phylogenetik der Gattung ist jedoch weiter schlecht bekannt und weitgehend ungelöst, eine umfassende Überprüfung der Arten fehlt noch.
Es werden sechs morphologische beziehungsweise phänotype Artengruppen unterschieden: Die Gekko gecko, Gekko japonicus, Gekko monarchus, Gekko petricolus, Gekko porosus und die Gekko vittatus Gruppe. Stand Oktober 2021 werden von The Reptile Database die folgenden 81 Arten für die Gattung Gekko aufgeführt:
- Gekko aaronbaueri Tri, Thai, Phimvohan, David & Teynié, 2015
- Gekko adleri Nguyen, Wang, Yang, Lehmann, Le, Ziegler & Bonkowski, 2013
- Gekko albofasciolatus (Günther, 1867)
- Gekko athymus Brown & Alcala, 1962
- Gekko auriverrucosus Zhou & Liu, 1982
- Gekko badenii Szcerbak & Nekrasova, 1994 – Goldgecko
- Gekko bannaense (Wang, Wang & Liu, 2016)
- Gekko boehmei Luu, Calame, Nguyen, Le & Ziegler, 2015
- Gekko bonkowskii Luu, Calame, Nguyen, Le & Ziegler, 2015
- Gekko browni (Russell, 1979)
- Gekko canaensis Ngo & Gamble, 2011
- Gekko canhi Rösler, Nguyen, Van Doan, Ho, Nguyen & Ziegler, 2010
- Gekko carusadensis Linkem, Siler, Diesmos, Sy & Brown, 2010
- Gekko chinensis (Gray, 1842)
- Gekko cib Lyu, Lin, Ren, Jiang, Zhang, Qi & Wang, 2021
- Gekko cicakterbang (Grismer, Wood, Grismer, Quah, Thy, Phimmachak, Sivongxay, Seateun, Stuart, Siler, Mulcahy, Anamza & Brown, 2019)
- Gekko coi Brown, Siler, Oliveros, Diesmos & Alcala, 2011
- Gekko crombota Brown, Oliveros, Siler & Diesmos, 2008
- Gekko ernstkelleri Rösler, Siler, Brown, Demeglio & Gaulke, 2006
- Gekko flavimaritus Rujirawan, Fong & Aowphol, 2019
- Gekko gecko (Linnaeus, 1758)
- Gekko gigante Brown & Alcala, 1978
- Gekko grossmanni Günther, 1994
- Gekko guishanicus Lin & Yao, 2016
- Gekko gulat (Brown, Diesmos, Duya, Garcia & Rico, 2010)
- Gekko hokouensis Pope, 1928
- Gekko horsfieldii (Gray, 1827)
- Gekko intermedium (Taylor, 1915)
- Gekko iskandari (Brown, Supriatna & Ota, 2000)
- Gekko japonicus (Schlegel, 1836)
- Gekko jinjiangensis Hou, Shi, Wang, Shu, Zheng, Qi, Liu, Jiang & Xie, 2021
- Gekko kabkaebin (Grismer, Wood, Grismer, Quah, Thy, Phimmachak, Sivongxay, Seateun, Stuart, Siler, Mulcahy, Anamza & Brown, 2019)
- Gekko kaengkrachanense (Sumontha, Pauwels, Kunya, Limlikhitaksorn, Ruksue, Taokratok, Ansermet & Chanhome, 2012)
- Gekko kikuchii (Oshima, 1912)
- Gekko kuhli (Stejneger, 1902)
- Gekko kwangsiensis Yang, 2015
- Gekko lauhachindai Panitvong, Sumontha, Konlek & Kunya, 2010
- Gekko liboensis Zhou, Liu & Li, 1982
- Gekko lionotum (Annandale, 1905)
- Gekko melli (Vogt, 1922)
- Gekko mindorensis Taylor, 1919
- Gekko monarchus (Schlegel, 1836)
- Gekko nadenensis Luu, Nguyen, Le, Bonkowski & Ziegler, 2017
- Gekko nicobarensis (Das & Vijayakumar, 2009)
- Gekko nutaphandi Bauer, Sumontha & Pauwels, 2008
- Gekko palawanensis Taylor, 1925
- Gekko palmatus Boulenger, 1907
- Gekko petricolus Taylor, 1962
- Gekko phuyenensis Nguyen, Nguyen, Orlov, Murphy & Nguyen, 2021
- Gekko popaense (Grismer, Wood, Thura, Grismer, Brown & Stuart, 2018)
- Gekko porosus Taylor, 1922
- Gekko pradapdao Meesok, Sumontha, Donbundit & Pauwels, 2021
- Gekko reevesii (Gray, 1831)
- Gekko remotus Rösler, Ineich, Wilms & Böhme, 2012
- Gekko rhacophorus (Boulenger, 1899)
- Gekko romblon Brown & Alcala, 1978
- Gekko rossi Brown, Oliveros, Siler & Diesmos, 2009
- Gekko russelltraini Ngo Van Tri, Bauer, Wood, & Jl Grismer, 2009
- Gekko scabridus Liu & Zhou, 1982
- Gekko scientiadventura Rösler, Ziegler, Vu, Herrmann & Böhme, 2004
- Gekko sengchanthavongi Luu, Calame, Nguyen, Le & Ziegler, 2015
- Gekko shibatai Toda, Sengoku, Hikida & Ota, 2008
- Gekko siamensis Grossmann & Ulber, 1990
- Gekko similignum Smith, 1923
- Gekko smithii Gray, 1842
- Gekko sorok (Das, Lakim, Kandaung, 2008)
- Gekko subpalmatus (Günther, 1864)
- Gekko swinhonis Günther, 1864
- Gekko taibaiensis Song, 1985
- Gekko takouensis Ngo & Gamble, 2010
- Gekko tawaensis Okada, 1956
- Gekko thakhekensis Luu, Calame, Nguyen, Le, Bonkowski & Ziegler, 2014
- Gekko tokehos (Grismer, Wood, Grismer, Quah, Thy, Phimmachak, Sivongxay, Seateun, Stuart, Siler, Mulcahy, Anamza & Brown, 2019)
- Gekko trinotaterra (Brown, 1999)
- Gekko truongi Phung & Ziegler, 2011
- Gekko verreauxi Tytler, 1865
- Gekko vertebralis Toda, Sengoku, Hikida & Ota, 2008
- Gekko vietnamensis Sang, 2010
- Gekko vittatus Houttuyn, 1782
- Gekko wenxianensis Zhou & Wang, 2008
- Gekko yakuensis Matsui & Okada, 1968

Zur Gattung Gekko zählen heute auch die Faltengeckos (Ptychozoon), die ursprünglich den Rang einer eigenständigen Gattung hatten, heute aber als Untergattung von Gekko angesehen werden, da man 2012 bei einer Untersuchung gleitfähiger südostasiatischer Echsen feststellte, dass Ptychozoon tief in die Gattung Gekko eingebettet ist.